# یواس‌اس کللند (دی‌ئی-۷۵۰)
یواس‌اس کللند (دی‌ئی-۷۵۰) (به انگلیسی: USS McClelland (DE-750)) یک کشتی بود که طول آن ۳۰۶ فوت (۹۳ متر) بود. این کشتی در سال ۱۹۴۳ ساخته شد.